# Ethelreda Malte
Ethel(d)reda Malte (parfois appelée Audrey ; (1527 - janvier 1559)) est une courtisane anglaise de la période Tudor, réputée être une fille illégitime du roi Henri VIII. Dame de compagnie de la chambre privée  d'Elizabeth Ire d'Angleterre, elle est la première épouse du poète John Harington. 
Les écrits d'historiens contemporains prétendent qu'elle a été une enfant illégitime d'Henri VIII. Sa mère, une femme identifiée comme Joan Dingley, alias Dobson, aurait été un membre de la petite noblesse, assez éloignée de la cour. Certains de ces écrits laissent entendre qu'elle aurait été blanchisseuse. Bien qu'il n'ait jamais ouvertement reconnu Etheldreda, Henri VIII donnera à son tailleur, John Malte, des terres et des propriétés dont le manoir de Sainte Catherine, en échange de la reconnaissance de paternité de sa fille illégitime.
À la mort de son père adoptif en 1547, Etheldreda hérite de tous ses biens dont des propriétés qui appartenaient auparavant à l'abbaye de Shaftesbury. Elle épouse l'année suivante le serviteur et poète  John Harington,  Évidemment ses précédentes fiançailles avec un petit-fils illégitime de Sir Richard Southwell deviennent caduques.  En 1550, elle met au monde une fille nommée  Hester (ou Esther) Harington.
Le 18 mars 1554, Etheldreda Malte fait partie des six dames qui accompagnent la future reine Elizabeth à la Tour de Londres, emprisonnée pour suspicion et participation dans la Rébellion de Wyatt. Etheldreda est présente au couronnement d'Elizabeth I le 15 janvier 1559 et elle meurt durant la deuxième quinzaine de janvier. Elle est peut-être décédée à St Catherine's Court, sa résidence près de Bath, et est peut-être enterrée dans l'église voisine, mais ce n'est qu'une conjecture, car les registres paroissiaux de l'époque ont été perdus. Son mari devenu riche héritier des biens de sa femme, se remariera  dans les deux mois suivant sa mort avec une autre dame de compagnie de la reine Isabella Markham. 

## Représentations fictives
Audrey est la protagoniste de Royal Inheritance, un roman historique de Kate Emerson.